# Musikwissenschaftliches Seminar der Universität Basel

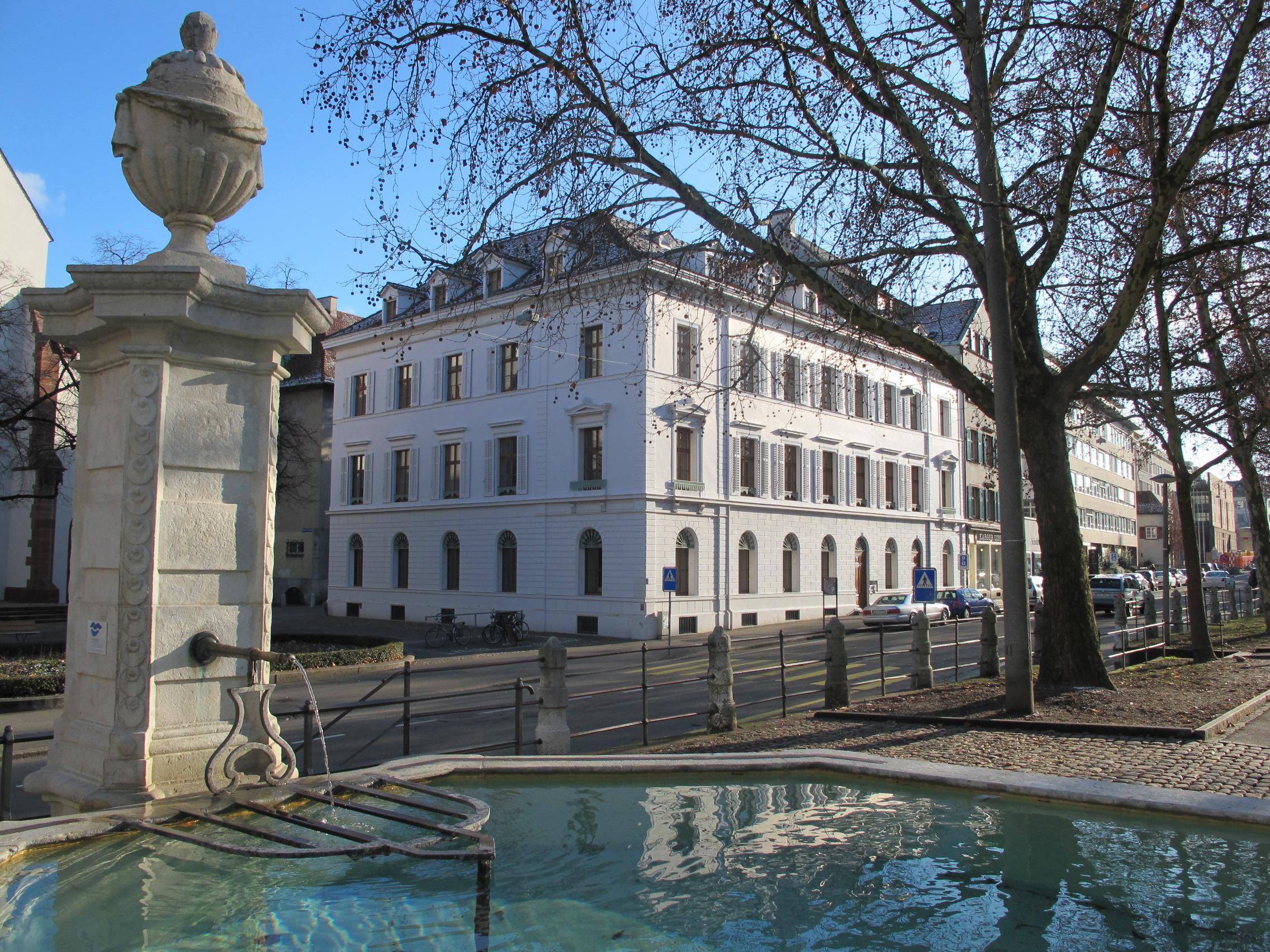
Das Musikwissenschaftliche Seminar aus der Sicht vom Petersplatz.

Das Musikwissenschaftliche Seminar der Universität Basel ist ein Bildungsinstitut der Philosophisch-Historischen Fakultät der Universität Basel. Es wurde 1912 als Seminar für Musikwissenschaft unter Federführung des Extraordinarius Prof. Karl Nef gegründet. 1923 wurde das Institut mit der Berufung Nefs zum Ordinarius den anderen Instituten der Fakultät gleichgestellt.
Die Forschungsschwerpunkte des Seminars liegen einerseits auf der Alten Musik (u. a. bedeutendes Mikrofilmarchiv), andererseits auf der Neuen Musik (u. a. Gesamtausgabe Anton Webern). Es besteht eine enge Zusammenarbeit zur Paul-Sacher-Stiftung, zur Schola Cantorum Basiliensis sowie zur Musik-Akademie.

## Institutsleiter
- 1923–1935: Karl Nef
- 1935–1955: Jacques Handschin
- 1958–1964: Leo Schrade
- 1967–1991: Hans Oesch
- 1991–2007: Wulf Arlt
- 1994–2003: Anne C. Shreffler (alternierend mit Wulf Arlt)
- Seit 2007: Matthias Schmidt